# Pelomyia steyskali
Pelomyia steyskali är en tvåvingeart som beskrevs av Hardy och Mercedes Delfinado 1980. Pelomyia steyskali ingår i släktet Pelomyia och familjen Canacidae. Inga underarter finns listade i Catalogue of Life.